# Signale für die musikalische Welt
La revue Signale für die musikalische Welt (« Nouvelles pour le monde musical ») est une revue musicale hebdomadaire fondée en 1843 et qui cesse de paraître en 1941. Elle a permis la publication de partitions, entre autres, de Louis Spohr, Felix Mendelssohn Bartholdy, Robert Schumann et Johannes Brahms.

## Rédacteurs en chef
| Rédacteur en chef                                         | Années    |
| --------------------------------------------------------- | --------- |
| Bartholf Senff                                            | 1843–1900 |
| Louis Köhler                                              | 1844–1886 |
| Karl Westermeyer, Ferdinand Scherber (critiques musicaux) | 1855      |
| Alfred Heuß (musicologue)                                 | 1902–1905 |
| Detlef Schultz (critique musical)                         | 1902–1907 |
| August Spanuth (pianiste)                                 | 1907–1920 |
| Max Chop                                                  | 1920–1929 |
| [Rudolf] Walter Hirschberg                                | 1930–1933 |
| Walter Petzet (critique musical)                          | 1933–1937 |
| Richard Olekopf                                           | 1937–1941 |